# یاطر
یاطر (به عربی: ياطر) یک منطقهٔ مسکونی در لبنان است که در شهرستان بنت جبیل واقع شده‌است.
 یاطر ۸٫۳۲ کیلومتر مربع مساحت دارد  ۷۱۰ متر بالاتر از سطح دریا واقع شده‌است.